# Walter Proch
Walter Proch (Rovereto, 17 febbraio 1984) è un ex ciclista su strada italiano, professionista dal 2007 al 2012.

## Carriera
Da under-23 vinse una tappa del Giro Ciclistico Pesche Nettarine di Romagna nel 2006. Divenuto professionista nel 2007 col Team LPR di Davide Boifava, ottenne una vittoria di tappa al Tour Ivoirien de la Paix nel 2008; al termine della stessa stagione 2008 fu tagliato a causa della riduzione di organico.
Nel 2009 passò alla squadra UCI Continental Team ungherese Betonexpressz 2000-Limonta, divenuta nel 2010 dapprima Betonexpressz 2000-Universal Caffè poi Tecnofilm-Betonexpressz 2000, e che nel 2011 è stata rinominata Ora Hotels-Carrera. Concluse la carriera professionistica nel 2012 gareggiando per pochi mesi con il Team Wit.

## Palmarès
- 2005 (Dilettanti Elite/Under-23)

Coppa Città di Bozzolo - Trofeo GS Avis
- 2006 (Dilettanti Elite/Under-23)

Gran Premio San Bernardino
2ª tappa Giro Ciclistico Pesche Nettarine di Romagna
- 2008

3ª tappa Tour Ivoirien de la Paix